# Yalçın Ayhan
Yalçın Ayhan (* 1. Mai 1982 in Istanbul) ist ein ehemaliger türkischer Fußballspieler.

## Karriere

### Verein
Ayhan durchlief die Jugendmannschaften von Beşiktaş Istanbul und İstanbulspor. Bei Istanbulspor gab er sein Debüt als Profispieler. Nach seiner ersten Saison wurde er an Çanakkale Dardanelspor ausgeliehen. Als er zurückkehrte, gehörte Yalçın Ayhan fortan zum Stammkader. In der Saison 2005/06 wechselte er zu Galatasaray Istanbul. Für ihn war es ein großer Fortschritt in seiner Karriere, jedoch konnte er sich nicht für die Stammformation durchsetzen. Mit vier Kurzeinsätzen wurde er mit der Mannschaft zum ersten Mal in seiner Karriere Türkischer Fußballmeister.
In der darauffolgenden Saison spielte er für Kayseri Erciyesspor. Bei Kayseri Erciyesspor kam er ebenfalls nicht über die Rolle des Ergänzungsspielers hinaus. Ayhan wechselte deshalb während der Winterpause zu Sakaryaspor. Mit Sakaryaspor stieg Yalçın Ayhan in die 2. Liga ab. Er spielte nicht eine Minute für den Klub. In der Saison 2007/08 lief es weiter schlecht für den Innenverteidiger. Weder bei Vestel Manisaspor noch bei İstanbulspor konnte er sein Glück finden. Das änderte sich mit dem Transfer zu Antalyaspor. Besonders bei seinem Trainer Mehmet Özdilek gehörte Ayhan zur festen Größe in der Abwehr von Antalyaspor. Nach zwei Jahren in Antalya wechselte er zu Gaziantepspor.
Obwohl Ayhan bei Gaziantepspor als Stammspieler die Saison 2010/11 spielte, verließ er Gaziantepspor und wechselte zum Aufsteiger Orduspor.
Bereits zum Saisonende löste er nach gegenseitigem Einvernehmen mit Orduspor seinen Vertrag auf und wechselte kurze Zeit später zusammen mit seinem Teamkollegen Hakan Özmert zum Aufsteiger Kasımpaşa Istanbul.
Mitte Juli 2014 wurde Ayhans Wechsel zu Beşiktaş Istanbul verkündet. Wenige Tage später versuchte Beşiktaş den unterschrieben Vertrag einseitig zu lösen. Nachdem Ayhan erst ablehnend auf eine Vertragsauflösung reagierte, stimmte er letztendlich zu. Wenige Wochen später unterschrieb er mit Istanbul Başakşehir bei einem anderen Istanbuler Erstligisten. Bei diesem Verein etablierte er sich auf Anhieb als Stammspieler und Leistungsträger und trug in diesen Funktionen dazu bei, dass der Verein mit zwei Viertplatzierungen, einer Vizemeisterschaft in der Süper Lig und einer Pokalfinalteilnahme seine bis dato erfolgreichste Zeit der Vereinsgeschichte erlebte.
Trotz seiner Verdienste für Başakşehir FK erhielt er im Sommer 2017 keine Vertragsverlängerung, woraufhin er vom Aufsteiger Yeni Malatyaspor verpflichtet wurde. In der Rückrunde der Saison 2017/18 spielte Ayhan für Osmanlıspor FK. Nach sechs Monaten verließ er Osmanlıspor und wechselte zu MKE Ankaragücü.
Im Januar 2020 verließ er die Hauptstädter in Richtung des Istanbuler Zweitligisten Fatih Karagümrük SK. Am Ende der Saison 2019/20 beendete Ayhan seine Karriere.

### Nationalmannschaft
Ayhan wurde im September 2005 das erste Mal für die zweite Auswahl der Türkischen Nationalmannschaft und bestritt sein Länderspieldebüt am 1. Juni 2011 beim 1:1-Unentschieden gegen die Zweitauswahl Deutschlands.

## Kontroversen um grob unsportliches Verhalten

### Februar 2013: Kontroverse mit Volkan Demirel
In der türkischen Ligapartie vom 24. Februar 2013 zwischen Fenerbahçe Istanbul und Kasımpaşa Istanbul kam es zwischen Ayhan und dem Torhüter des Gegners Volkan Demirel zu einer Kontroverse. Diese Kontroverse setzten sich nach Spielabpfiff auf dem Weg von der Umkleidekabine zum Mannschaftsbus fort. So soll Demirel Ayhan am Mannschaftsbus aufgehalten haben und ihn erst beschimpft haben. Anschließend soll er Ayhan gedroht haben ihn von dessen Zuhause abholen zu lassen. Demirel bewertete diese Anschuldigungen als Lüge ab und sagte, dass er lediglich Ayhan fragen wollte, ob er Demirels Mutter beschimpft habe und wenn ja, dass er diese Beschimpfung ihm ins Gesicht sagen solle. Der Vorfall ging mit der Forderung von einer Freiheitsstrafe von vier Jahren und vier Monaten gegen Demirel vor Gericht.

## Erfolge
Galatasaray Istanbul
- Türkischer Fußballmeister: 2005/06

Istanbul Başakşehir
- Türkischer Vizemeister: 2016/17
- Türkischer Pokalfinalist: 2016/17